# Severo Eulálio
Severo Maria Eulálio (Picos, 17 de janeiro de 1930 — Picos, 24 de novembro de 1979) foi um advogado e político brasileiro, outrora deputado federal pelo Piauí.

## Dados biográficos
Filho de Urbano Maria Eulálio e Elza Clementino dos Santos, formou-se advogado pela Faculdade Federal de Direito do Piauí, embrião da atual Universidade Federal do Piauí, em 1952. Na sua cidade natal foi professor e diretor do Ginásio Estadual Picoense, que depois seria renomeado como "Unidade Escolar Marcos Parente". Durante sua estadia em Teresina, foi inspetor do ensino primário, secretário do Liceu Piauiense e líder estudantil. Nomeado delegado do Instituto de Previdência e Assistência aos Servidores do Estado (IPASE) em 1957, tornou-se professor da Universidade Federal do Piauí.
Eleito suplente de deputado estadual via PTB em 1958, exerceu o mandato ante a escolha de parlamentares para compor o secretariado do governador Chagas Rodrigues. Reeleito em 1962, opôs-se ao Regime Militar de 1964, motivo pelo qual entrou no MDB, renovou o mandato em 1966 e elegeu-se deputado federal em 1970. Três anos depois concluiu o curso da Escola Superior de Guerra, não retornando à Câmara dos Deputados no pleito seguinte. Venceu as eleições para prefeito de Picos em 1976, entretanto faleceu no exercício do cargo três anos depois, num acidente automobilístico durante uma viagem para Teresina.
Além dele, três membros de sua família foram eleitos deputados estaduaisː Oscar Eulálio, Kléber Eulálio (governador interino do Piauí em 2001) e Severo Eulálio, respectivamente irmão, filho e neto de Severo Eulálio.